# Orionmuseum
Das Orionmuseum befindet sich in Golzheim, einem Ortsteil der Gemeinde Merzenich im Kreis Düren.
Der Golzheimer Josef Hilger (* 1957) ist Fan der Fernsehserie Raumpatrouille – Die phantastischen Abenteuer des Raumschiffes Orion. Sie wurde ab dem 17. September 1966 vierzehntäglich samstagabends nach der Tagesschau von der ARD in sieben Teilen ausgestrahlt.

## Museumsbestand
Der Diplomingenieur für allgemeine Elektrotechnik sammelt alles, was zu der Serie gehört und kennt einige der Darsteller persönlich. Er besitzt auch Original-Requisiten, z. B. die Handstrahlenwaffe HM4 oder den Eisportionierer, der als Roboterhand diente. Alle Drehbücher, Filmstreifen und Skizzen der Techniker, die für die Effekte sorgten, sind in seinem Besitz. Das bekannteste Teil der Sammlung ist das Bügeleisen, das als Teil der Kommandostation in der Serie zu sehen ist.
Teile seiner Sammlung zeigte Hilger anlässlich des 40. Geburtstages der Serie in Berlin. Im Bonner Haus der Geschichte waren Teile der Sammlung zum Thema „Science-Fiction in Deutschland“ zu sehen. Im Naturzentrum Eifel in Nettersheim stellte er Teile der Sammlung 2019 aus. Aus diesem Anlass brachte die Post einen Sonderstempel heraus.
Am 15. August 2020 war Hilger in der 100. Fernsehsendung Kaum zu glauben! zu sehen.
Eine Besichtigung des Museums ist nicht möglich.